# Mount Matkin
Mount Matkin är ett berg i Kanada.   Det ligger på gränsen mellan Alberta och British Columbia, i den västra delen av landet, 2 900 km väster om huvudstaden Ottawa. Toppen på Mount Matkin är 2 410 meter över havet, eller 356 meter över den omgivande terrängen. Bredden vid basen är 5,5 km.
Terrängen runt Mount Matkin är huvudsakligen kuperad.Trakten runt Mount Matkin är nära nog obefolkad, med mindre än två invånare per kvadratkilometer.. Det finns inga samhällen i närheten.
I omgivningarna runt Mount Matkin växer i huvudsak barrskog.